# Конфабуляція
Конфабуляція (лат. confābulārī — балакати, розповідати) — виникнення несправжніх, спотворених або неправильно витлумачених спогадів про себе чи світ без свідомого умислу. Як правило, трапляється при певних типах пошкоджень головного мозку (особливо при аневризмі передньої сполучної артерії) або внаслідок певної підгрупи деменцій. Дослідження явища все ще тривають, проте доведено, що до нього причетні порушення в роботі базального переднього мозку. Людина з конфабуляцією може мати некоректні спогади, починаючи від незначних неточностей і закінчуючи сюрреалістичними вигадками, також її спогади можуть бути сплутаними чи викривленими у часових рамках (змінено час, послідовність або тривалість подій). Загалом така людина дуже впевнена у правдивості своїх спогадів, навіть коли їй надають докази протилежного.
Існує два типи конфабуляцій: спровоковані та спонтанні, з двома видами вираження: вербальним та поведінковим.
Для пояснення явища конфабуляцій були розроблені численні теорії. Нейропсихологічні теорії припускають, що подібні спотворення виникають внаслідок когнітивної дисфункції. Теорії самоідентичності стверджують, що конфабуляція — це спосіб самозахисту. Згідно з темпоральною теорією, конфабуляція виникає, коли людина не в змозі правильно розмістити події в часі.
Конфабуляції можуть виникати при травмах або хворобах нервової системи, зокрема при синдромі Корсакова, хворобі Альцгеймера, шизофренії та черепно-мозкових травмах. Вважається, що виникнення помилкових спогадів трапляється при пошкодженні правої лобової частки мозку. У рідкісних випадках конфабуляція виникає у здорових людей.
Лікування конфабуляції залежить від основної причини її виникнення. Поточні дослідження спрямовані на розробку стандартного набору тестів для визначення різних типів конфабуляцій, розрізнення марення від конфабуляцій, розуміння ролі несвідомих процесів та ідентифікації патологічних і непатологічних конфабуляцій.